# Adam Franciszek Lubomirski
Adam Franciszek Lubomirski (ur. 4 grudnia 1852 we Lwowie, zm. 22 listopada 1893 w Miżyńcu) – właściciel dóbr ziemskich.

## Życiorys
Urodził się w rodzinie ziemiańskiej, syn Adama Hieronima Lubomirskiego (1811–1873) i Karoliny Eweliny z Ponińskich (1822 –1890). Miał rodzeństwo, siostry: Wandę Marię (1841–1910, żona Stanisława Michała Lubomirskiego 1838–1918), Marię (ur. ok. 1850) oraz braci: Jerzego Kaliksta (ur. 1843), Hieronima Adama (1844–1905) i Henryka (ur. ok. 1850). 
Był właścicielem dóbr, Gdeszyce i Niżankowice (pow. przemyski) oraz Czerwonogrodu z Księżyną i Czerczem w pow. zaleszczyckim. Poseł na galicyjski Sejm Krajowy, działacz gospodarczy. Członek Wydziału Powiatowego w Przemyślu (1884–1891, 1893) Galicyjskiego Towarzystwa Kredytowego Ziemskiego. Członek i działacz Galicyjskiego Towarzystwa Gospodarskiego, członek (1884–1893) i prezes (1887–1891, 1893) oddziału przemysko-mościsko-jaworosko-bireckiego GTG oraz członek oddziału stryjsko-żydaczowsko-drohobyckiego GTG (1893) Członek Komitetu GTG (15 czerwca 1892 – 13 czerwca 1893).
Członek Rady Powiatowej wybrany z grupy gmin wiejskich (1880–1891, 1893) i zastępca członka (1880–1883) i członek (1884–1891, 1893) Wydziału Powiatowego  w Przemyślu. Członek Okręgowej Rady Szkolnej w Przemyślu (1893). W 1889 wybrany posłem do galicyjskiego Sejmu Krajowego w kurii I z okręgu wyborczego przemyskiego. Zrezygnował w listopadzie 1889 a w jego miejsce wybrano w grudniu 1889 Włodzimierza Kozłowskiego.
Ożeniony w 1881 z Marią Wandą z Zamoyskich (1862–1945). Mieli córki : Jadwigę Ewę (1889–1962) żonę  Ludwika Świeżawskiego (1880–1964), Annę Marię (1891–1943) żonę Jerzego Ignacego Lubomirskiego (1882–1945), Zofię Marię (1893–1981) żonę Konstantego Gabriela Przeździeckiego (1879–1966).